# Otakar Srdínko
Otakar Srdínko (1. ledna 1875 Svobodné Dvory – 21. prosince 1930 Praha) byl československý lékař a politik, meziválečný ministr a poslanec Národního shromáždění za Republikánskou stranu zemědělského a malorolnického lidu (agrárníky).

## Biografie

### Lékařství
Otakar od roku 1886 studoval osm let na královéhradeckém gymnáziu, kde dne 7. července 1893 odmaturoval. V roce 1899 dokončil studia medicíny na Karlově univerzitě v Praze (promoce 13. února 1899). V roce 1900 získal pozici asistenta a poté absolvovat studijní cesty do západní Evropy, Polska i Ruska. V roce 1901 se na pražské lékařské fakultě habilitoval (docent) a 1906 mimořádným profesorem v oborech histologie a embryologie. V roce 1912 se stal řádným profesorem. Od roku 1917 zastával post přednosty Histologicko-embryologického ústavu a v letech 1918–1919 ve funkci děkana české lékařské fakulty v Praze.
Odborně se zabýval zejména histologií, vývojem nadledviny a funkcionální stavbou pojivových tkání. Kromě vědeckých prací se věnoval i popularizaci. 
Profesor Srdínko byl hlavním iniciátorem výstavby Purkyňova ústavu v Praze 2, který je významnou součástí 1. lékařské fakulty UK v Praze. 

### Politika
V agrární straně se angažoval již počátkem 20. století. Přispíval do listu Venkov. Patřil do mladé skupiny okolo Antonína Švehly, která okolo roku 1905 převládla nad dosavadním konzervativním křídlem.
V letech 1918–1920 zasedal v Revolučním národním shromáždění. V parlamentních volbách v roce 1920 se stal poslancem Národního shromáždění a mandát obhájil v následujících volbách, tedy v parlamentních volbách v roce 1925 i parlamentních volbách v roce 1929.
V letech 1925–1926 byl ministrem školství a národní osvěty v druhé vládě Antonína Švehly (prezidentem T.G. Masarykem byl poprvé jmenován 12. prosince 1925) a v letech 1926–1929 ministrem zemědělství v třetí vládě Antonína Švehly a první vládě Františka Udržala. I během 20. let patřil v rámci strany k centristickému křídlu blízkému Antonínu Švehlovi.
Zemřel roku 1930 v Praze. Byl pohřben na Vinohradském hřbitově. Po jeho smrti převzal jeho poslanecké křeslo Oldřich Suchý.

## Rodina
Jeho otcem byl agrární politik Hynek Srdínko (1847–1932). Jeho vnukem je Petr Zuna, někdejší rektor Českého vysokého učení technického v Praze.

## Dílo
Je autorem řady knih (učebnic), vědeckých studií a spisů.
Výběr
- Učebnice histologie a základy mikroskopické techniky (1912)
- Učebnice embryologie člověka a obratlovců (1911), první slovanská učebnice tohoto oboru
- O vývoji člověka (1909)
- O drobnohledné skladbě těla člověka (1905)

## Připomínky
- V roce 2013 byla v Purkyňově ústavu na Praze 2 odhalena jeho pamětní deska.
- Byla po něm pojmenována jedna z ulic v Hradci Králové.[5]